# Theryq
Theryq est une société française connue pour son développement de radiothérapie flash.

## Histoire
PMB, filiale d'Alcen, développe des accélérateurs de particules et possède des brevets qui trouvent une nouvelle application avec la radiothérapie flash. Dès 2019, un premier patient est traité au Centre hospitalier universitaire vaudois grâce à un accélérateur de particules livré par PMB. Le CERN, le CHUV et PMB engagent alors une collaboration afin de créer une machine spécifique à ce traitement. Une première machine, nommée FlashKnife, limitée au traitement des cancers cutanés, est livrée à Gustave-Roussy en 2024. Une nouvelle machine nommée FlashDeep, destinée au traitement d'organes profonds comme le pancréas ou les tumeurs du cerveau,  est en cours de développement en 2025, et devrait être livrée au CHUV vers 2026,, ainsi qu'à Gustave-Roussy.
Ces projets sont portés depuis 2022 par la société Theryq, créée en 2021 par scission de PMB-Alcen. Le dirigeant d'Alcen, Pierre Prieux, est aussi président de Theryq. La création de Theryq est motivée par le souhait de réaliser une augmentation de capital ouverte à des partenaires extérieurs au groupe Alcen, ce dernier conservant la majorité absolue .

## Concurrence
En France, Theryq est en concurrence avec le projet Frathea, mené en partenariat par le CEA et l'Institut Curie, et que Thales espère commercialiser. Frathea doit être disponible en 2027,.
En Italie, le projet SAFEST est porté par l'Université de Rome « La Sapienza ». Aux Etats-Unis, le projet PHASER de l'Université Stanford poursuit le même objectif,. La société Varian, du groupe Siemens, leader du marché mondial des matériels de radiothérapie, mène aussi son propre projet FAST-02 aux Etats-Unis.